# Junko Tabei
Junko Tabei (22 de septiembre de 1939 - 20 de octubre de 2016) fue una alpinista japonesa. Fue la primera mujer que alcanzó la cima del monte Everest, el 16 de mayo de 1975, y la primera en conquistar las Siete Cumbres.

## Biografía
Tabei nació en 1939 en Miharu, en la prefectura de Fukushima, en 1939. Era la quinta de siete hermanos. Se la consideraba una niña frágil y débil pero a pesar de ello empezó a escalar. Se enamoró del montañismo cuando, a la edad de 10 años, ascendió al monte Nasu, un volcán al norte de Japón. Esta experiencia cambió su vida para siempre. Su familia no tenía recursos económicos para apoyarla en este deporte así que Junko realizó escaladas aprovechando sus años en la escuela secundaria.
Se graduó en la Universidad para Mujeres Showa en Literatura Inglesa. Allí se unió al Club de Montaña de la Universidad y fundó el Club de Montaña para Mujeres de Japón en 1969. En la universidad, se encontró con un grupo de estudiantes varones que estaban en un club alpino, al que anhelaba unirse. Después de graduarse, Tabei formó el Ladies Climbing Club: Japan (LCC) en 1969. El lema del club era "Vamos a una expedición al extranjero por nosotras mismas", y fue el primero de su tipo en Japón.
Más tarde, Tabei declaró que fundó el club como resultado de cómo fue tratada por los montañeros masculinos japoneses de la época; algunos hombres, por ejemplo, se negaron a escalar con ella, mientras que otros pensaron que solo estaba interesada en escalar como una forma de encontrar un esposo.
Durante este tiempo, subió montañas como el Monte Fuji en Japón y el Cervino en los Alpes suizos. En 1972, Tabei era un alpinista reconocida en Japón.

### 1975 expedición al Everest
El LCC de Tabei tenía un equipo conocido como la Expedición japonesa del Everest para mujeres (JWEE), encabezada por Eiko Hisano, que intentaría alcanzar el Monte Everest. JWEE contó con 15 miembros, en su mayoría mujeres trabajadoras, incluidas maestras, una programadora de ordenadores y una consejera juvenil. Dos de ellas, incluida Tabei, eran madres. Después de que Tabei e Hiroko Hirakawa alcanzaron con éxito la cumbre Annapurna III el 19 de mayo de 1970, LCC decidió abordar el Monte Everest.
Tabei ayudó a encontrar patrocinadores para la expedición, aunque con frecuencia le dijeron que las mujeres "deberían estar criando niños". Pudo obtener financiación en el último momento del periódico Yomiuri Shimbun y de Nippon Television, sin embargo, todas las miembros del equipo aún tenían que pagar una cantidad que era casi igual al salario promedio de Japón. Para ahorrar dinero, usaron fundas de asientos de automóvil reciclados para coser bolsas impermeables y guantes. También compraron plumas de ganso chino e hicieron sus propios sacos de dormir. 
Tras un largo período de entrenamiento, el equipo comenzó la expedición a principios de 1975 cuando viajaron a Katmandú. Usaron la misma ruta para ascender la montaña que Sir Edmund Hillary y Tenzing Norgay habían tomado en 1953. A principios de mayo, el grupo estaba acampando a 6.300 metros cuando una avalancha golpeó su campamento. Las mujeres y sus guías quedaron enterrados bajo la nieve. Tabei perdió el conocimiento durante aproximadamente seis minutos hasta que su guía sherpa la sacó de la nieve. Doce días después de la avalancha, el 16 de mayo de 1975, con su guía sherpa, Ang Tsering, Tabei se convirtió en la primera mujer en llegar a la cumbre del Everest.
Como resultado de su logro, Tabei recibió mensajes del rey de Nepal y del gobierno japonés, se realizó una miniserie de televisión sobre la expedición y recorrió Japón contando su experiencia.

## Actividades posteriores

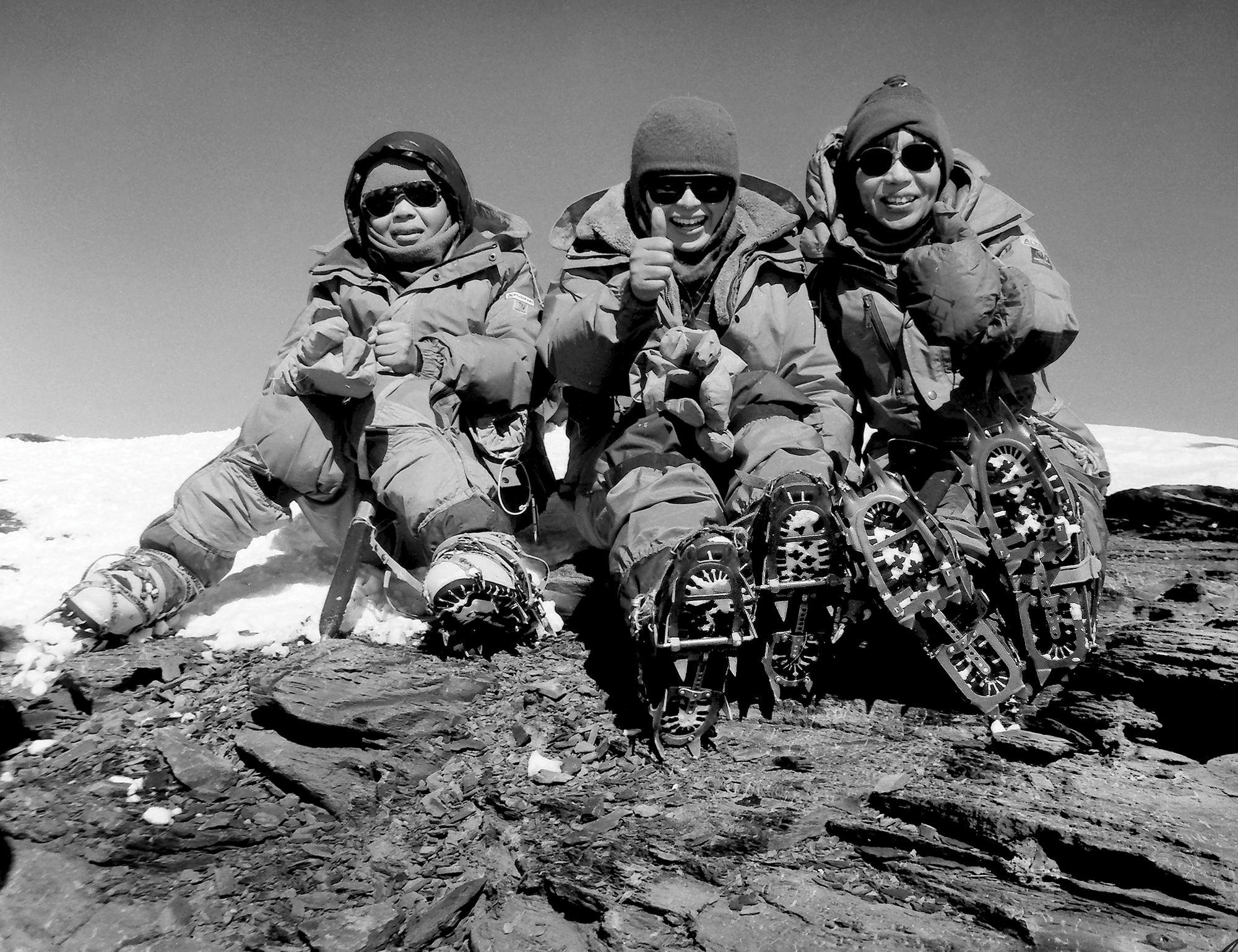
De izquierda a derecha, Nobuko Yanagisawa, Mayuri Yasahura y Junko Tabei, en 1985.

En la temporada 1990-1991, Tabei alcanzó la cima del monte Vinson, la montaña más alta de la Antártida. El 28 de junio de 1992, alcanzó la cima de Puncak Jaya en Indonesia y, por lo tanto, se convirtió en la primera mujer en completar las Siete Cumbres.
Además de su escalada, Tabei se implicó en investigaciones sobre medio ambiente y ecología; en 2000, completó estudios de posgrado en la Universidad de Kyushu, dedicándose a la degradación ambiental del Everest causada por los desechos que dejaban los cada vez más numerosos grupos de escaladores. Tabei también fue directora del Himalayan Adventure Trust of Japan, una organización que trabaja a nivel mundial para preservar los entornos de montaña.  Uno de los proyectos del fideicomiso fue construir un incinerador para quemar la basura de los escaladores. También dirigió y participó en escaladas de "limpieza" en Japón y el Himalaya.

## Vida personal
Tabei se casó con Masanobu Tabei, un escalador que conoció mientras escalaba en Japón en 1965. La pareja tuvo dos hijos: una hija, Noriko, y un hijo, Shinya. Fue diagnosticada con cáncer peritoneal en 2012; sin embargo, ella continuó con muchas de sus actividades de montañismo. Murió en un hospital en Kawagoe el 20 de octubre de 2016.

## Reconocimientos
El 22 de septiembre de 2019, Google celebró el 80 aniversario del nacimiento de Junko Tabei con un Doodle. El artículo adjunto le dio el eslogan de motivación: "No te rindas, sigue tu búsqueda".
El asteroide (6897) Tabei fue nombrado así en su honor.